# Acacia curbeloi
Acacia curbeloi é uma espécie de leguminosa do gênero Acacia, pertencente à família Fabaceae.